# Sigrid Wolf
Sigrid Wolf, född 14 februari 1964 i Breitenwang, är en österrikisk före detta alpin skidåkare.
Wolf blev olympisk guldmedaljör i super-G vid vinterspelen 1988 i Calgary.